# Ahmed Fouad Nessim
Ahmed Fouad Nessim (in arabo أحمد فؤاد نسيم‎?; 19 settembre 1924 – 28 ottobre 1956) è stato un nuotatore e pallanuotista egiziano.

## Biografia
Ha rappresentato l'Egitto ai Giochi di Londra 1948 ed ai Giochi di Helsinki 1952 nel torneo di pallanuoto.
Ai Giochi del 1948, avrebbe dovuto gareggiare anche come nuotatore, e partecipare alla gara dei 200m rana, ma alla fine non gareggiò.
Ai Giochi del 1952, gli è stato dato l'onore di portare la bandiera nazionale dell'Egitto alla cerimonia di apertura, diventando il settimo giocatore di pallanuoto ad essere un portabandiera alle cerimonie di apertura e chiusura olimpiche.
Ai Giochi del Mediterraneo 1951, ha vinto 1 argento della pallanuoto.
Nessim morì in un incidente aereo nel Mar Mediterraneo nel 1956, perdendo la vita assieme a Youssef Abbas, olimpico e stella egiziana del basket internazionale.